# L’Abergement-Sainte-Colombe
L’Abergement-Sainte-Colombe ist eine französische Gemeinde im Département Saône-et-Loire in der Region Bourgogne-Franche-Comté. Sie gehört zum Arrondissement Louhans und zum Canton d'Ouroux-sur-Saône. Die Gemeinde hat 1.235 Einwohner (Stand: 1. Januar 2022), sie werden Christophais resp. Christophaises genannt.

## Geografie
Die Gemeinde liegt in der Landschaft der Bresse, rund zwölf Kilometer östlich von Chalon-sur-Saône. Sie liegt im Westen des Arrondissements Louhans und grenzt im Norden an Guerfand und damit an das Arrondissement Chalon-sur-Saône. Durch die Neuordnung der Arrondissements im Jahr 2017 wurde die Gemeinde dem Arrondissement Louhans zugewiesen. 2015 wurden auch die Cantons neu geregelt und die Gemeinde gehört heute zum Canton d’Ouroux-sur-Saône, der frühere Canton de Saint-Germain-du-Plain wurde aufgelöst.
In nahezu Nord-Süd-Richtung durchquert das Flüsschen Noue die Gemeinde. Sie verbindet mehrere Étangs und nimmt später den Bief du Moulin de Serville auf, der die Étangs des östlichen Gemeindegebiets entwässert.

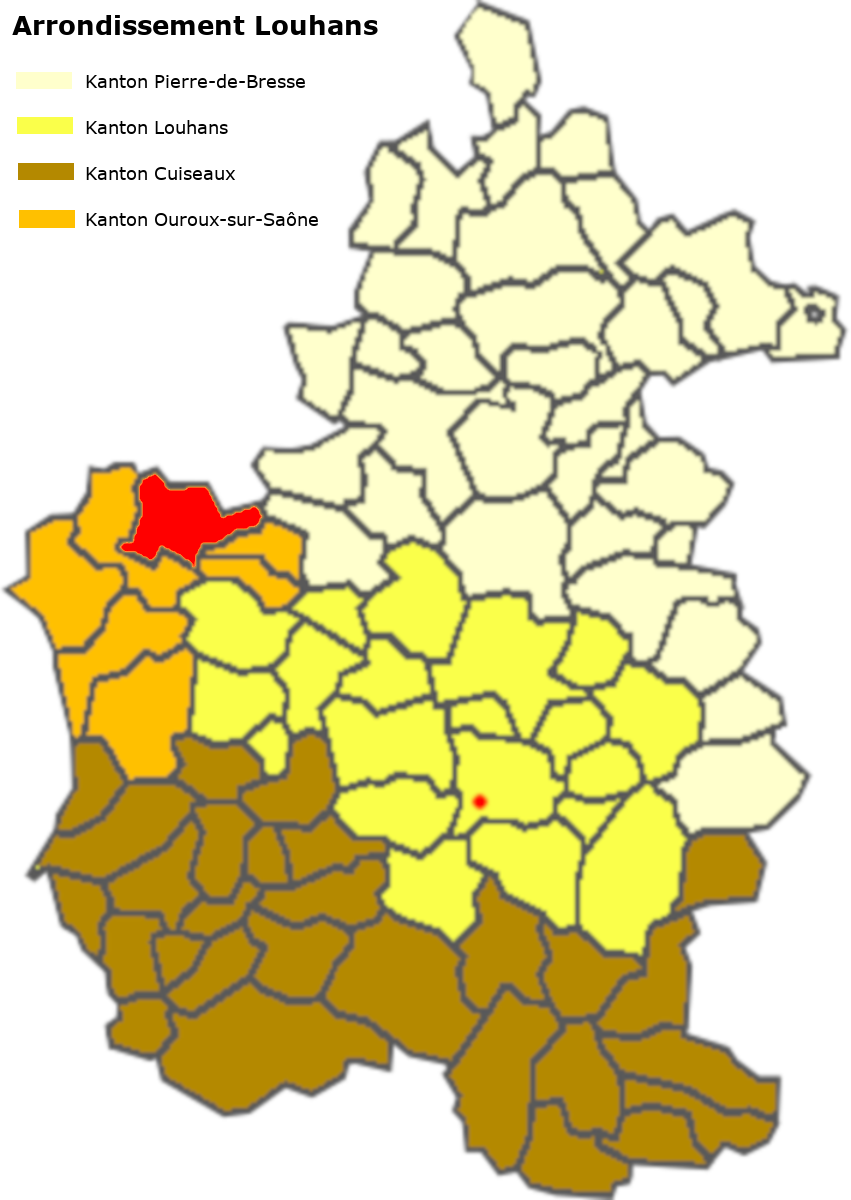
Lage der Gemeinde im Arrondissement Louhans

Die Hauptverbindungsstraße bildet die Départementsstraße D678 (Louhans–Simard–Lessard-en-Bresse–L'Abergement-Sainte-Colombe–Saint-Christophe-en-Bresse–Saint-Marcel), die das Gemeindegebiet in ostsüdöstlicher Richtung durchquert.
Der Bourg befindet sich im westlichen Teil des Gemeindegebietes, er liegt lediglich etwa 1,3 km von Saint-Christophe-en-Bresse entfernt. Das Gemeindegebiet ist weitgehend waldlos, lediglich im Norden und im Süden finden sich zusammenhängende Waldstücke.
Zur Gemeinde gehören folgende Weiler und Fluren: le Battoir, Binbernard (Étang), Boullerand, le Chagniot, les Champs, Champ-Saint-Martin, le Charmois, les Cours, les Croix-Jean, la Croix-Roland, Curtil-Bourgneuf, Faussigny, Foichot, les Frontenans, le Gouiller, les Grubes, les Leys, le Naldon, la Planche-du-Gué, les Plattes, la Rochelle, le Tartre (Gewässer), la Thire, Tirchat, la Varenne, le Verger, les Vernes, la Veyle, Villargeault.

### Klima
Das Klima in L’Abergement-Sainte-Colombe ist warm und gemäßigt. Es gibt das ganze Jahr über deutliche Niederschläge, selbst der trockenste Monat weist noch hohe Niederschlagsmengen auf. Die Klassifikation des Klimas nach Köppen und Geiger ist Cfb ((Gemäßigtes) Ozeanklima). Die Temperatur liegt im Jahresdurchschnitt bei 12,0 °C. Der wärmste Monat ist der Juli mit einer Durchschnittstemperatur von 21,2 °C, der kälteste der Januar mit 3,3 °C. Über ein Jahr verteilt summieren sich die Niederschläge auf 1055 mm, dabei ist der November mit 113 mm der niederschlagsreichste, während Juli als trockenster Monat 75 mm aufweist. Über das ganze Jahr werden etwa 2700 Sonnenstunden gezählt.
|                        | Jan | Feb | Mär  | Apr  | Mai  | Jun  | Jul  | Aug  | Sep  | Okt  | Nov  | Dez |   |      |
| Mittl. Temperatur (°C) | 3,3 | 4,0 | 7,6  | 11,3 | 15,1 | 19,2 | 21,2 | 20,8 | 17,1 | 12,9 | 7,4  | 4,1 | ⌀ | 12   |
| Mittl. Tagesmax. (°C)  | 6,3 | 7,7 | 12,1 | 15,9 | 19,5 | 24,0 | 25,9 | 25,7 | 21,6 | 17,0 | 10,6 | 6,9 | ⌀ | 16,1 |
| Mittl. Tagesmin. (°C)  | 0,6 | 0,6 | 3,2  | 6,4  | 10,3 | 14,1 | 16,2 | 15,8 | 12,7 | 9,2  | 4,4  | 1,5 | ⌀ | 8    |
|                        |     |     |      |      |      |      |      |      |      |      |      |     |   |      |
| Niederschlag (mm)      | 89  | 75  | 73   | 88   | 96   | 78   | 75   | 79   | 88   | 103  | 113  | 98  | Σ | 1055 |

| 0,6 |

| 0,6 |

| 3,2 |

| 6,4 |

| 10,3 |

| 14,1 |

| 16,2 |

| 15,8 |

| 12,7 |

| 9,2 |

| 4,4 |

| 1,5 |

| 0,6 |

| 0,6 |

| 3,2 |

| 6,4 |

| 10,3 |

| 14,1 |

| 16,2 |

| 15,8 |

| 12,7 |

| 9,2 |

| 4,4 |

| 1,5 |

## Toponymie
Der Ort wird erstmals 1234 in den Akten der Zisterzienserinnenabtei Molaise als Hebergemento Sancte Columbe erwähnt. 1362 erfolgte die Nennung der Kirche als Ecclesia de Albergamento. 1793, kurze Zeit nach der Französischen Revolution, erscheint der säkularisierte Name L'Abergement des Bois, bis im Jahr X des Revolutionskalenders (1801/1802) die Bezeichnung auftaucht, die noch heute gültig ist.
Verwunderlich bleibt der Begriff Abergement. Naheliegend wäre die Verbindung mit der Auberge, wobei gerade im Zusammenhang mit der althochdeutschen Ableitung von heri berga und dem damit verbundenen Zweck der Unterbringung eines Heeres unser Abergement ziemlich ungeeignet sein dürfte.
Hingegen darf es als wahrscheinlich gelten, dass der Begriff des Abergement (der übrigens vorwiegend in den Departementen Jura und Saône-et-Loire vorkommt) im Zusammenhang steht mit Rodungsverträgen. Ab dem 13. Jahrhundert bekamen die Rodungen einen neuen Stellenwert, für die wachsende Bevölkerung war es notwendig, neue Kulturflächen zu gewinnen, die bestehenden Flächen genügten nicht mehr für die Ernährung. Mit dem Abergement entstand im Mittelalter eine neue Vertragsform, eine Vereinbarung zwischen Feudalherren, die nicht denselben Rang aber dieselbe Absicht hatten. So stellte beispielsweise ein Herr ein Gebiet seiner Herrschaft einem geistlichen Herrn zur Verfügung, dieser stellte das Rodungspersonal (in der Regel Mönche). Der weltliche Herr verpflichtete sich zur Zahlung von einmaligen oder wiederkehrenden Beträgen und sehr oft zum Bau einer Kirche. War die Rodung abgeschlossen, konnte der Herr das neu gewonnene Gebiet gezielt besiedeln, urbar machen und die Kirche bauen lassen. Die Vorteile dieser Zusammenarbeit lagen auf der Hand:
- für den geistlichen Herrn
  - Stärkung seiner Stellung durch die Zunahme der Gläubigen
  - Stärkung seiner Stellung durch mehr Kirchenbauten
  - finanzieller Ertrag für seine Diözese und den Unterhalt der Klöster und ihrer Bewohner
- für den weltlichen Herrn
  - gezielte Ausweitung des Siedlungsraums
  - Stärkung seines Ansehens durch eine wachsende Bevölkerung und neue Siedlungen
  - Stärkung der Wohlfahrt seiner Leute durch zunehmende Ackerflächen
  - Stärkung des Seelenheils als Folge der Stiftung einer Kirche auf der neuen Fläche

Aufgrund der konkreten Lage ist es durchaus denkbar, dass die Äbtissin der Zisterzienserinnenabtei Molaise mit Hugo IV. eine derartige Vereinbarung traf.

## Geschichte
Das erste, bereits im 9. Jahrhundert besiedelte Gebiet der Gemeinde dürfte der Weiler Les Leys sein. Der Name deutet auf frisch gerodetes Gelände hin.
Die Geschichte von l'Abergement-Sainte-Colombe war immer eng verstrickt mit derjenigen von Saint-Christophe-en-Bresse. Ritter Dalmate mit seinen Söhnen, Guy (genannt Rufin), Humbert und Roclen sind mit verschiedenen Gütern im Gemeindegebiet ausgestattet, Lehensherren sind die Familie Saint Marcel. Guy besitzt Güter in Dorsena (früherer Name von l'Abergement-Sainte-Colombe) und unternimmt eine Reise nach Spanien, nach Santiago de Compostela. Dort hört er die Legenden der Heiligen Taube, der er die von ihm erbaute Kirche weiht und in die er eine Jakobsmuschel schnitzen lässt. Vor seiner Abreise nach Spanien ordnet er seine Angelegenheiten und vermacht bei der Gelegenheit ein Haus mit Wäldern und Wiesen dem Kloster Saint-Marcel. Später geht Guy selbst ins Kloster Saint-Marcel, gefolgt von seinem Bruder Roclen.
1231 vermacht Hugues de Saint Marcel ein Stück Land für sechs Ochsen (d. h. ein Landstück, das sechs Ochsen in einem Tag beackern können), eine Wiese und einen Wald bei Tirechapt an das Kloster Molaise. 1234 taucht eine Vergabe ebenfalls an das Kloster Molaise auf von Guerin von Abergement-Sainte-Colombe.
Zu Beginn des 15. Jahrhunderts wird die Kirche dem Heiligen Martin geweiht, nachdem Philipp der Gute sie der Abtei Tours geschenkt hatte, nachdem er das Privileg des Kanonikats in dieser berühmten Institution erhalten hatte. 1787 beschließt die Gemeinde eine umfassende Renovation der Kirche. Dabei wird das Kirchenschiff durch zwei Seitenkapellen vergrößert, ein neuer Glockenturm wird gebaut, Fenster vergrößert, die Sakristei repariert und zugleich 6 steinerne Brücken im Gemeindegebiet gebaut.
1832 werden die Gemeinden L’Abergement-Sainte-Colombe und Saint-Christophe-en-Bresse zusammengelegt. 1836 werden die beiden Gemeinden wieder verselbständigt, wobei gleichzeitig der Weiler Villargeault zu L’Abergement-Sainte-Colombe geschlagen wird.

## Bevölkerung
| L’Abergement-Sainte-Colombe: Einwohnerzahlen von 1793 bis 2020 | L’Abergement-Sainte-Colombe: Einwohnerzahlen von 1793 bis 2020 | L’Abergement-Sainte-Colombe: Einwohnerzahlen von 1793 bis 2020 | L’Abergement-Sainte-Colombe: Einwohnerzahlen von 1793 bis 2020 | L’Abergement-Sainte-Colombe: Einwohnerzahlen von 1793 bis 2020 |
| --- | -------------------------------------------------------------- | -------------------------------------------------------------- | -------------------------------------------------------------- | -------------------------------------------------------------- |
| Jahr |                                                                |                                                                |                                                                | Einwohner                                                      |
| 1793 | 1793                                                           |                                                                | 520                                                            | 520                                                            |
| 1800 | 1800                                                           |                                                                | 553                                                            | 553                                                            |
| 1806 | 1806                                                           |                                                                | 573                                                            | 573                                                            |
| 1821 | 1821                                                           |                                                                | 492                                                            | 492                                                            |
| 1831 | 1831                                                           |                                                                | 487                                                            | 487                                                            |
| 1836 | 1836                                                           |                                                                | 908                                                            | 908                                                            |
| 1841 | 1841                                                           |                                                                | 886                                                            | 886                                                            |
| 1846 | 1846                                                           |                                                                | 943                                                            | 943                                                            |
| 1851 | 1851                                                           |                                                                | 907                                                            | 907                                                            |
| 1856 | 1856                                                           |                                                                | 925                                                            | 925                                                            |
| 1861 | 1861                                                           |                                                                | 963                                                            | 963                                                            |
| 1866 | 1866                                                           |                                                                | 944                                                            | 944                                                            |
| 1872 | 1872                                                           |                                                                | 888                                                            | 888                                                            |
| 1876 | 1876                                                           |                                                                | 890                                                            | 890                                                            |
| 1881 | 1881                                                           |                                                                | 910                                                            | 910                                                            |
| 1886 | 1886                                                           |                                                                | 926                                                            | 926                                                            |
| 1891 | 1891                                                           |                                                                | 934                                                            | 934                                                            |
| 1896 | 1896                                                           |                                                                | 919                                                            | 919                                                            |
| 1901 | 1901                                                           |                                                                | 949                                                            | 949                                                            |
| 1906 | 1906                                                           |                                                                | 892                                                            | 892                                                            |
| 1911 | 1911                                                           |                                                                | 882                                                            | 882                                                            |
| 1921 | 1921                                                           |                                                                | 841                                                            | 841                                                            |
| 1926 | 1926                                                           |                                                                | 753                                                            | 753                                                            |
| 1931 | 1931                                                           |                                                                | 732                                                            | 732                                                            |
| 1936 | 1936                                                           |                                                                | 701                                                            | 701                                                            |
| 1946 | 1946                                                           |                                                                | 644                                                            | 644                                                            |
| 1954 | 1954                                                           |                                                                | 628                                                            | 628                                                            |
| 1962 | 1962                                                           |                                                                | 589                                                            | 589                                                            |
| 1968 | 1968                                                           |                                                                | 558                                                            | 558                                                            |
| 1975 | 1975                                                           |                                                                | 622                                                            | 622                                                            |
| 1982 | 1982                                                           |                                                                | 702                                                            | 702                                                            |
| 1990 | 1990                                                           |                                                                | 876                                                            | 876                                                            |
| 1999 | 1999                                                           |                                                                | 934                                                            | 934                                                            |
| 2009 | 2009                                                           |                                                                | 1.087                                                          | 1.087                                                          |
| 2014 | 2014                                                           |                                                                | 1.189                                                          | 1.189                                                          |
| 2020 | 2020                                                           |                                                                | 1.241                                                          | 1.241                                                          |
| Quelle(n): EHESS/Cassini bis 2006, ab 2009 INSEE Anmerkung(en): • Ab 1962 offizielle Zahlen ohne Einwohner mit Zweitwohnsitz • 1832 wurde die Gemeinde mit Saint-Christophe-en-Bresse zusammengelegt. 1836 wurde sie wieder verselbständigt, allerdings mit neuen Grenzen, was zum Bevölkerungsanstieg führte • Höchste Einwohnerzahl 2020 mit 1241, tiefste Einwohnerzahl 1968 mit 558 (45,0 % vom Maximum) |                                                                |                                                                |                                                                |                                                                |

| Bevölkerungsstruktur | Anzahl Einwohner | männlich | weiblich | davon Ausländer | Anteil % |
| -------------------- | ---------------- | -------- | -------- | --------------- | -------- |
|                      | 1236             | 648      | 588      | 11              | 0,9      |

| Männer | Alterstufe | Frauen |
| ------ | ---------- | ------ |
| 0      | 90 + älter | 4      |
| 28     | 75–89      | 28     |
| 101    | 60–74      | 113    |
| 156    | 45–59      | 125    |
| 123    | 30–44      | 132    |
| 91     | 15–29      | 78     |
| 150    | 0–14       | 108    |

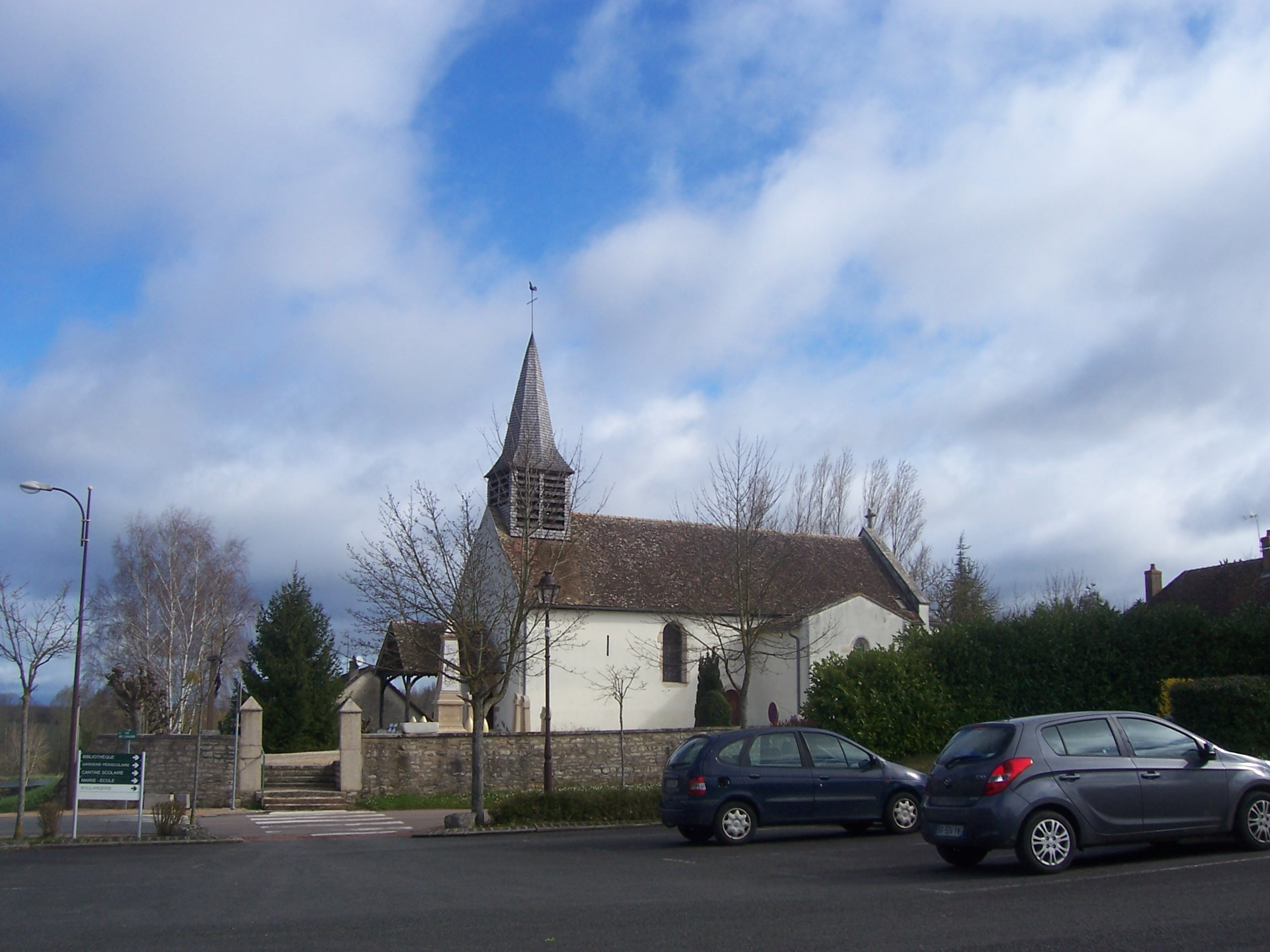
Kirche Saint-Martin in L’Abergement-Sainte-Colombe

Die Bevölkerungsstruktur zwischen Männern und Frauen weist einen Überhang zugunsten der Männer auf, die 52,4 % der Bevölkerung ausmachen, wobei 55 % der Bevölkerung jünger als 45 Jahre sind. Die Bevölkerungsgruppe der unter 15-Jährigen macht gar 21 % aus. Demgegenüber sind 22 % der Einwohner älter als 60 Jahre und damit im Rentenalter. Diese Struktur dürfte auf die Tatsache zurückzuführen sein, dass seit 1999 dank einer regen Bautätigkeit die Wohneinheiten um 40 % zugenommen haben. Dadurch dürfte ein starker Zuzug von jungen Familien mit Kindern erfolgt sein.
| Wohnstruktur               | Anzahl Wohneinheiten | davon Häuser | Wohnungen |
| -------------------------- | -------------------- | ------------ | --------- |
|                            | 511                  | 508          | 3         |
| davon Hauptwohnsitz        | 481                  |              |           |
| Zweit- oder Ferienwohnsitz | 2                    |              |           |
| vakant                     | 29                   |              |           |

## Wirtschaft und Infrastruktur

### Unternehmen, Betriebe, Ladengeschäfte und Einrichtungen
In der Gemeinde befinden sich nebst Mairie und Kirche folgende Unternehmen nach Branchen:
| Branche                                                           | Anzahl Betriebe |
| ----------------------------------------------------------------- | --------------- |
| Industrie und verarbeitendes Gewerbe                              | 5               |
| Baugewerbe                                                        | 7               |
| Groß- und Einzelhandel, Verkehr, Beherbergung und Gastronomie     | 17              |
| Information und Kommunikation                                     | 1               |
| Finanz- und Versicherungsdienstleistungen                         | 3               |
| Grundstücks- und Wohnungswesen                                    | 4               |
| Freiberufliche, wissenschaftliche und technische Dienstleistungen | 10              |
| Öffentliche Verwaltung, Unterricht, Gesundheits- und Sozialwesen  | 5               |
| Sonstige Dienstleistungen                                         | 5               |
| Land- und Forstwirtschaftsbetriebe                                | 12              |

In der Gemeinde befinden sich eine Bäckerei, ein Coiffeur-, ein Schönheitssalon und ein Bestattungsunternehmen. Ferner befinden sich im Ort eine Autogarage, zwei Baugeschäfte, zwei Maler/Gipser, eine Schreinerei/Zimmerei und fünf Installateurbetriebe. Die weitere Infrastruktur besteht aus einem Fußballplatz, eine Turn- und Sporthalle, einer Mehrzweckhalle und einem Restaurant. Für die Güter des täglichen Bedarfs versorgen sich die Einwohner in Ouroux-sur-Saône oder Chalon-sur-Saône. Eine weitere Auswirkung des starken Bevölkerungswachstums besteht darin, dass allein im Jahr 2022 dreizehn neue Unternehmen mit Sitz in der Gemeinde gegründet wurden.

### Geschützte Produkte in der Gemeinde
Als AOC-Produkte sind in L’Abergement-Sainte-Colombe Volaille de Bresse und Dinde de Bresse. zugelassen.

### Bildungseinrichtungen
In der Gemeinde besteht eine École primaire (École maternelle und École élémentaire), die der Académie de Dijon untersteht und von 111 Schülern besucht wird. Für die Schule gilt der Ferienplan der Zone A.

## Sehenswürdigkeiten
- Kirche Saint-Martin (Beim Rundbogenportal befinden sich zwei Säulen, die eine weist die oben erwähnte Jakobsmuschel auf. Die Turmspitze wurde 1961 erneut mit Kastanienziegeln verkleidet)[15]. Beschreibung und Fotos der Kirche bei: l'Art Roman en Bourgogne Tourisme & Loisirs
- Château de Villargeault (Das ursprüngliche Schloss könnte nach 1650 gebaut worden sein. Versehentlich brannte das alte Schloss einige Jahrzehnte vor der Revolution ab und wurde 1888 wieder aufgebaut. Die ursprünglichen Schlossgräben und die kleine Kapelle mit der Glocke sind noch erhalten)[16].
- Bauwerk aus dem 18. Jahrhundert in Faussigny.
- original restauriertes Bressehaus.